# Tipula robusta
Tipula robusta är en tvåvingeart som beskrevs av Enrico Adelelmo Brunetti 1911. Tipula robusta ingår i släktet Tipula och familjen storharkrankar. Inga underarter finns listade i Catalogue of Life.